# Вулиця Фіалковського (Бровари)
Ву́лиця Фіалко́вського — вулиця в місті Бровари Київської області.

## Історія
До 25 грудня 2015 року вулиця Фіалковського мала назву вулиця 1-го Травня — на честь Дня міжнародної солідарності трудящих. Сучасна назва — на честь польської родини Фіалковських, якій до Жовтневого перевороту належав нинішній Приозерний парк і маєток у ньому.

## Розміщення
Вулиця Фіалковського лежить у районах Геологорозвідки, Пекарні та Оболоні. Починається від вулиці Благодатної, поблизу перетину із провулком Платона Симиренка. Закінчується примиканням до вулиці Петропавлівської. З парного боку долучається вулиця Відродження, з непарного боку — вулиця Олександра Білана. Вулицю Фіалковського перетинає Зазимський шлях.